# サブロック (ミサイル)

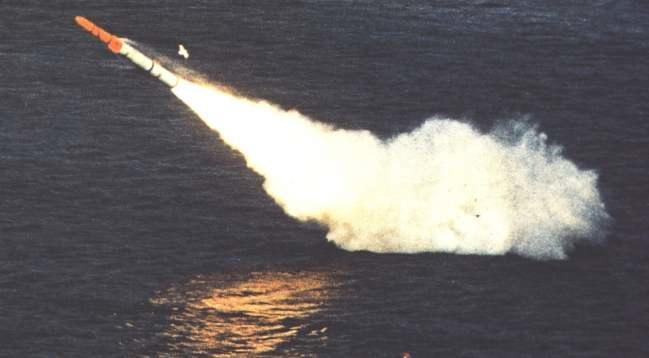
UUM-44

サブロック（Subroc）はアメリカ海軍で運用されていた核弾頭搭載の潜水艦発射対潜ミサイルである。制式名はUUM-44。"SUBmarine launched ROCket"の略により、サブロックと呼ばれた。

## 概要
アメリカ海軍潜水艦の標準的な21in（533mm）魚雷発射管から発射できる様に、ミサイルは単純な円筒形の外形、発射管に収まる全長となっており、4枚の小型の安定翼がある。発射後は水中でサイオコールTE-260G固体ロケット・エンジンに点火、そのまま水中から飛び出して上昇し、超音速で飛行して目標付近に到達したら弾頭を分離・投下する。弾頭は核爆雷として機能し、設定深度において爆発する。飛行中はSD-510慣性誘導装置によって進路が維持されており、射程は最大55km。
魚雷より長射程の対潜兵器としてグッドイヤー社によって、1950年代後半から開発が開始され、1964年より部隊配備が開始された。1968年まで生産が行われ、生産基数は280-300発。
弾頭はW55核弾頭であり、威力は5ktとも250ktともいわれている。核弾頭であるために、精密な照準は必要なく、爆心から8km以内の目標に壊滅的な被害を与えることができるとされていた。また、この威力をもって副次的な対艦・対地攻撃任務も想定されていた。実戦で使用されたことは一度もなく、冷戦終了後の1989年から1992年にかけて全てのサブロックは退役した。なお、1980年代より、後継として計画されていた誘導魚雷・通常弾頭のUUM-125シーランスは資金難により開発がたびたび遅延し、最終的には1990年に計画中止に追い込まれた。
航走雑音が大きいソ連海軍の705型潜水艦をビーコン代わりにし、付近にいるソ連随伴水上艦艇もろとも核弾頭で攻撃する、という運用も想定されていた。

## 要目
- 全長：6.4m
- 自重：1.8t
- 射程：55km
- 弾頭：W55核弾頭（核出力：5-250 kt）

## 登場作品
『白の協奏曲（コンチェルト）』（初出：『小説推理』1978年1、2月号）
山田正紀の冒険小説。東京湾に侵入した小型潜水艦からサブロックで東京を攻撃すると、テロリスト（実はひょんなことから事件に巻き込まれた、経営破綻したオーケストラのメンバー達）が日本政府を脅迫する。小学生たちが実際に小型潜水艦を目撃したことから大騒ぎとなり、住民は避難して東京はほとんど無人となる。
『復活の日』
映画版に登場。新型ウイルスMM-88に汚染されたにもかかわらず、南極への上陸を図るソ連海軍の原潜「T-242」に対し、イギリス海軍の原潜「ネレイド」がサブロックを使用して撃沈する。
映像は資料映像と特殊撮影で構成され、着水したサブロックが潜水艦に直撃する描写がある。なお、実際にイギリス海軍がサブロックを保有、運用したことは無い。